# Plommonhuvad parakit
Plommonhuvad parakit (Psittacula cyanocephala) är en fågel i familjen östpapegojor inom ordningen papegojfåglar.

## Utseende
Plommonhuvad parakit är en 36 cm lång, huvudsakligen grön papegojfågel, med lång, vitspetsad blågrön stjärt. Karakteristiskt är även gul övre näbbhalva. Hos hanen är huvudet plommonrött, hos honan ljusgrått, ljusare än hos himalayaparakiten utan den senares varta hakstreck och halsband. Istället har honan gult halsband och är gul även på övre delen av bröstet.

## Utbredning och systematik
Plommonhuvad parakit förekommer  på indiska subkontinenten och Sri Lanka. Den behandlas som monotypisk, det vill säga att den inte delas in i några underarter.

## Status och hot
Arten har ett stort utbredningsområde och en stor population, men tros minska i antal, dock inte tillräckligt kraftigt för att den ska betraktas som hotad. Internationella naturvårdsunionen IUCN kategoriserar därför arten som livskraftig (LC).

## Bilder

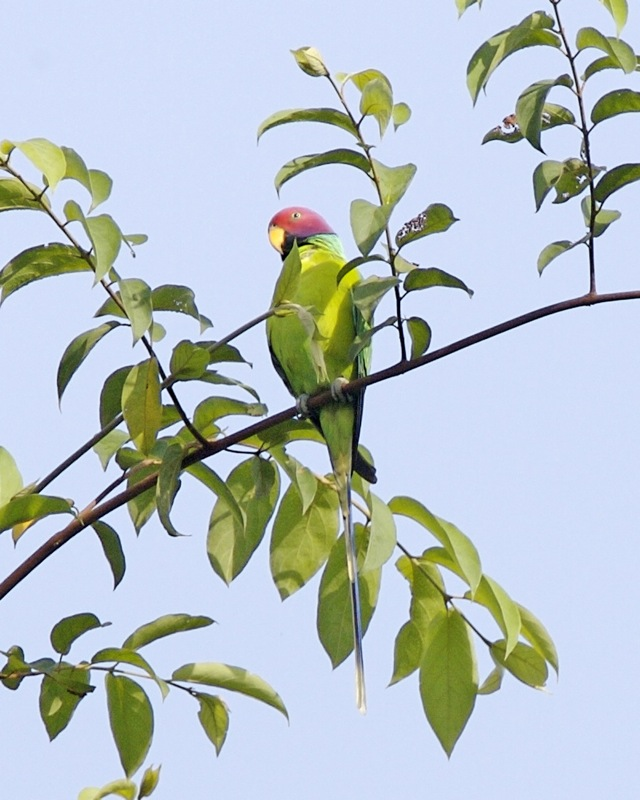
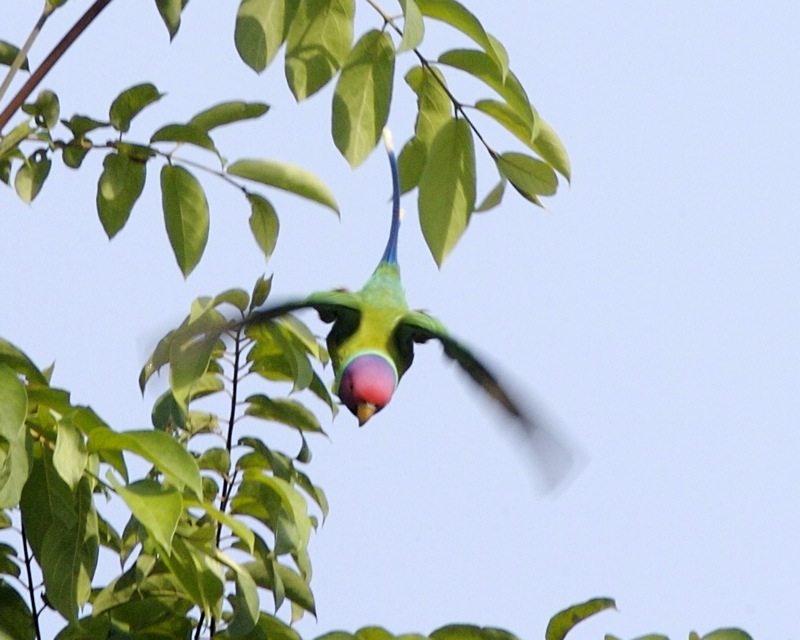